# Sanzyefälle
Die Sanzyefälle (engl. Sansia Falls) sind Wasserfälle des Flusses Kalambo, dem Grenzfluss zwischen Sambia und Tansania.

## Beschreibung
Die Wasserfälle liegen auf 1495 Metern Höhe, zwei Kilometer entfernt vom Dorf Mpunga, 15 Kilometer vom Abzweig Musipazi. Sie befinden sich flussaufwärts des wesentlich höheren Kalambo-Wasserfalls und nördlich von Mbala an der Grenze zu Tansania. Die Wasserfälle stürzen in vier Kaskaden in das schmale Flusstal am Fuße des Wasserfalls.